# Brixton
Pentru alte utilizări ale numelui propriu, a se vedea Brixton (dezambiguizare).
Brixton este unul din districtele capitalei Regatului Unit, Londra, localizat în burgul (în original, borough) Lambeth din sudul Londrei. Zona este identificată pe harta de planificare urbană a Londrei ca unul din cele 35 de centre importante ale Marii Londre (în original, Greater London. 

## A se vedea și
- Listă de districte din Lambeth